# Выхопни
Выхопни (укр. Вихопні) — село в Жовтанецкой сельской общине Львовского района Львовской области Украины.
Население по переписи 2001 года составляло 611 человек. Занимает площадь 10,34 км². Почтовый индекс — 80431. Телефонный код — 3254.